# Oxandra reticulata
Oxandra reticulata, também conhecido como imbiú-mineiro ou atinha, é uma espécie de planta do gênero Oxandra e da família Annonaceae. 

## Taxonomia
A espécie foi descrita em 1986 por Paulus Johannes Maria Maas. 

## Forma de vida
É uma espécie terrícola, arbustiva e arbórea. 

## Descrição
Arbusto a árvore de 1–12 metros de altura. Tem folhas com pecíolo de 2–5 milímetros de comprimento, nervura primária levemente proeminente a plana na face adaxial, 7–12 nervuras secundárias , ângulo entre a nervura primária e secundárias de 45–70°, nervuras terciárias reticuladas em ambas as faces. 
Ela tem flores solitárias; pedicelos de 3–4 milímetros de comprimento, pedúnculos de 5–7 milímetros de comprimento; brácteas de 1–2; sépalas amplamente ovado-triangulares; pétalas elípticas ou obovadas a estreitamente obovadas, de 5–8 X de 2–3 milímetros; estames c. 10, 2,5–3 milímetros de comprimento; carpelos 5 ou menos. Carpídios de 8–17 milímetros, estipes de 1–4 milímetros de comprimento. Possui sementes de 7–13 milímetros. 
| Folha        | Folha                           |
| ------------ | ------------------------------- |
| ápice        | agudo/emarginado                |
| base         | obtusa/cordada                  |
| consistência | coriácea                        |
| forma        | estreitamente elíptica/elíptica |
| Flor         |                                 |
| botão-floral | globoso/elipsoide               |
| Fruto        |                                 |
| carpídio     | elipsoide/amplamente elipsoide  |
| Semente      |                                 |
| forma        | elipsoide                       |

## Conservação
A espécie faz parte da Lista Vermelha das espécies ameaçadas do estado do Espírito Santo, no sudeste do Brasil. A lista foi publicada em 13 de junho de 2005 por intermédio do decreto estadual nº 1.499-R. 

## Distribuição
A espécie é encontrada nos estados brasileiros de Bahia, Espírito Santo, Goiás, Maranhão, Minas Gerais, Mato Grosso, Pará, Piauí e Tocantins. 
Em termos ecológicos, é encontrada nos  domínios fitogeográficos de Caatinga, Cerrado e Mata Atlântica, em regiões com vegetação de caatinga, cerrado e floresta estacional semidecidual.